# Unió Esportiva Canovelles
La Unió Esportiva Canovelles és un club de futbol català de la ciutat de Canovelles, al Vallès Oriental.

## Història
El club pren com a any de fundació el 1957 (de fet, la temporada 2007-08 celebrà el seu cinquantenari, disputant un partit davant l'CE Europa). Fins al 1962 el club s'anomena CF Canovelles. Aquest any 1962 el club esdevé UE Canovelles, la denominació actual.
A començaments dels 80 el club assoleix l'ascens a la Tercera Divisió. El club hi romangué durant tres temporades, essent la màxima categoria assolida en la història del futbol a la vila.

## Temporades
Temporades del club a Tercera Divisió:
- 1980-81: 3a Divisió 16è
- 1981-82: 3a Divisió 14è
- 1982-83: 3a Divisió 18è